# Atília (esposa de Cató)
Atília (llatí: Atilia o Attilia), filla d'Atili Serrà, va ser la primera dona de Cató d'Útica, amb qui es va casar l'any 73 aC.
Cató havia volgut casar-se amb Emília Lèpida, filla de Mamerc Emili Lèpid Livià, que s'havia compromès amb Quint Metel Escipió, i després ell l'havia rebutjat. Però Metel Escipió va canviar d'opinió i finalment s'hi va casar, cosa que va enutjar Cató, que llavors es va casar amb Atília.
Atília va tenir un fill i una filla amb Cató, però l'any 63 aC va ser repudiada per infidelitat. La filla va ser Pòrcia Cató, que es va casar primer amb Marc Calpurni Bíbul, i, després de la seva mort, amb Marc Juni Brutus, un dels assassins de Juli Cèsar. El fill va ser Marc Porci Cató, que es va suïcidar quan va veure que Brut perdria la batalla de Filipos.
Cató després es va casar amb Màrcia, filla del cònsol Luci Marci Filip.